# Nissan Prince Homer
O Prince Homer era uma pickup fabricado pela extinta
Prince Motor Company. A produção terminou em 1970.